# 4127 Kyogoku
4127 Kyogoku eller 1988 BA2 är en asteroid i huvudbältet som upptäcktes den 25 januari 1988 av de båda japanska astronomerna Seiji Ueda och Hiroshi Kaneda i Kushiro. Den är uppkallad efter den japanska orten Kyōgoku.
Asteroiden har en diameter på ungefär 8 kilometer.